# Giulio Anivitti
Giulio Anivitti (Roma, 1850 – Roma, 2 luglio 1881) è stato un artista e insegnante italiano, ritrattista e curatore di gallerie.

## Studi
Nato a Roma, Stato Pontificio, nel 1850 da Luigi Anivitti e Antonia Ermini, studiò all'Accademia di San Luca a Roma. Fu allievo di Alessandro Capalti.

## Biografia
Il 25 luglio 1877 sposò Ellen McGuigan, figlia di John McGuigan, un allevatore di Monaro. Hanno avuto due figli. Filippo Anivitti, pittore della campagna romana, era suo nipote (figlio del fratello Raffaele). Ritornò a Roma nel 1879 e morì il 2 luglio 1881 di tubercolosi. Dopo la sua morte, la moglie Ellen sposò il fratello maggiore Giuseppe.

## Carriera
Emigrò a Sydney, in Australia, nel 1874. Fu assunto per insegnare pittura e disegno alla neonata Art Training School. Dal 1875 partecipò alle mostre d'arte annuali promosse dalla New South Wales Academy of Art. 
Nel 1875 vinse una medaglia d'oro per il suo ritratto di Charles Badham commissionato dall'Università di Sydney.
Nel 1876 aveva 30 studenti alla Art Training School. Tra i suoi allievi c'erano Amandus Julius Fisher, WT Butler, Percy Williams e Frank P. Mahony. 
Tra gli altri lavori commissionati troviamo i ritratti di William Hovell, del canonico Robert Allwood, dell'arcivescovo John Bede Polding, di John Sutherland e di William Branwhite Clarke. Dipinse diversi paesaggi delle Engineer's Falls, del Monte Victoria e una scena biblica intitolata Il trionfo giovanile di Davide. 